# Polyplectropus inusitatus
Polyplectropus inusitatus är en nattsländeart som beskrevs av Li-Peng Hsu och Chin-Seng Chen 1996. Polyplectropus inusitatus ingår i släktet Polyplectropus och familjen fångstnätnattsländor. Inga underarter finns listade i Catalogue of Life.